# آخریموفتسه
آخریموفتسه (به لاتین: Achrymowce) در لهستان است که در Gmina Kuźnica واقع شده‌است.

## خصوصیات
آخریموفتسه ۱۰۰ نفر جمعیت دارد.